# El Salteador
El Salteador är en ort i Mexiko.   Den ligger i kommunen Yuriria och delstaten Guanajuato, i den centrala delen av landet, 220 km väster om huvudstaden Mexico City. El Salteador ligger 2 037 meter över havet och antalet invånare är 655.
Terrängen runt El Salteador är huvudsakligen kuperad, men åt sydost är den platt. Runt El Salteador är det ganska tätbefolkat, med 166 invånare per kvadratkilometer. Närmaste större samhälle är Yuriria, 9,8 km nordväst om El Salteador. I omgivningarna runt El Salteador växer huvudsakligen savannskog.